# Primera B 1995-96 (Colombia)
La  Temporada 1996 de la Primera B, conocida como Copa Concasa 1996 por motivos comerciales, fue la Sexta en la historia de la segunda división del fútbol profesional colombiano. 

## Sistema del torneo
Los 14 equipos participantes jugaron una fase de todos contra todos divididos en dos grupos de ocho para un total de 28 fechas (14 en el apertura y 14 en el finalización). Los ocho primeros en la reclasificación accedieron a los cuadrangulares semifinales divididos también en dos grupos, los dos primeros clasificaron al cuadrangular final donde el líder obtuvo el ascenso a la Primera A en su temporada 1996-1997.

## Datos de los clubes

### Relevo anual de clubes
| Ascendidos a la Primera A                           |
| --------------------------------------------------- |
| Atlético Bucaramanga (Campeón de la Primera B 1995) |

| Descendidos a la Primera B                                 |
| ---------------------------------------------------------- |
| Cúcuta Deportivo (Último en el Campeonato colombiano 1995) |

| Ascendidos a la Primera B |
| ------------------------- |
| Ninguno                   |

| Descendidos a la Primera C |
| -------------------------- |
| Ninguno                    |

### Equipos participantes
- Santa Rosa de Cabal se convierte en Cartago F. C.
- Academia Bogotana se convierte Girardot F. C.
- Fiorentina vende su ficha a River Plate de Buga.

| Equipo                | Departamento       | Ciudad          | Estadio                                    |
| --------------------- | ------------------ | --------------- | ------------------------------------------ |
| Alianza Llanos        | Meta               | Villavicencio   | Manuel Calle Lombana                       |
| Alianza Petrolera     | Santander          | Barrancabermeja | Daniel Villa Zapata                        |
| Bello F.C.            | Antioquia          | Bello           | Tulio Ospina                               |
| Cartago F. C.         | Valle del Cauca    | Cartago         | Santa Ana                                  |
| Cúcuta Deportivo      | Norte de Santander | Cúcuta          | General Santander                          |
| Deportivo Antioquia   | Antioquia          | Itagüí          | Metropolitano Ciudad de Itagüí             |
| Deportivo Rionegro    | Antioquia          | Rionegro        | Alberto Grisales                           |
| Deportivo Unicosta    | Atlántico          | Barranquilla    | Romelio Martínez                           |
| El Cóndor             | Bogotá, D. C.      | Bogotá          | El Campincito Parque Estadio Olaya Herrera |
| Girardot F. C.        | Cundinamarca       | Girardot        | Luis Antonio Duque Peña                    |
| Independiente Popayán | Cauca              | Popayán         | Ciro López                                 |
| Lanceros Boyacá       | Boyacá             | Tunja           | La Independencia                           |
| Real Cartagena        | Bolívar            | Cartagena       | Pedro de Heredia                           |
| River Plate           | Valle del Cauca    | Buga            | Hernando Azcárate Martínez                 |

## Todos contra todos

### Clasificación
| Pos. | Equipos               | PJ | PG | PE | PP | GF | GC | Dif. | Pts. |
| ---- | --------------------- | -- | -- | -- | -- | -- | -- | ---- | ---- |
| 1.   | Cúcuta Deportivo      | 28 | 14 | 7  | 7  | 44 | 27 | 17   | 49   |
| 2.   | Lanceros Boyacá       | 28 | 11 | 14 | 3  | 39 | 28 | 11   | 47   |
| 3.   | River Plate           | 28 | 12 | 10 | 6  | 31 | 28 | 3    | 46   |
| 4.   | Deportivo Antioquia   | 28 | 13 | 6  | 9  | 36 | 27 | 9    | 45   |
| 5.   | Girardot F.C.         | 28 | 12 | 8  | 8  | 37 | 33 | 4    | 44   |
| 6.   | Deportivo Rionegro    | 28 | 11 | 10 | 7  | 31 | 28 | 3    | 43   |
| 7.   | Deportivo Unicosta    | 28 | 11 | 7  | 10 | 42 | 35 | 7    | 40   |
| 8.   | Independiente Popayán | 28 | 11 | 7  | 10 | 27 | 25 | 2    | 40   |
| 9.   | Cartago F.C.          | 28 | 10 | 7  | 11 | 31 | 33 | -2   | 37   |
| 10.  | Bello F.C.            | 28 | 7  | 11 | 10 | 30 | 35 | -5   | 32   |
| 11.  | Alianza Llanos        | 28 | 8  | 7  | 13 | 32 | 37 | -5   | 31   |
| 12.  | Alianza Petrolera     | 28 | 8  | 6  | 14 | 20 | 38 | -18  | 30   |
| 13.  | El Cóndor             | 28 | 5  | 9  | 14 | 31 | 43 | -12  | 24   |
| 14.  | Real Cartagena        | 28 | 6  | 5  | 17 | 22 | 35 | -13  | 23   |

|  |                                                                                 |
|  | Clasificados a los cuadrangulares semifinales.                                  |
|  | Eliminados.                                                                     |
|  | Debía descender a Primera C pero no lo hizo por ser socio histórico de Dimayor. |

## Cuadrangulares semifinales
Estos los disputan los ocho mejores equipos del torneo distribuidos en dos grupos de cuatro equipos. Los dos primeros de cada grupo se enfrentan en un cuadrangular final para definir al campeón.
|  |                                     |
|  | Clasificados al Cuadrangular final. |
|  | Eliminados.                         |

### Grupo A
| Pos. | Equipos            | Bon. | PJ | PG | PE | PP | GF | GC | Dif. | Pts. |
| ---- | ------------------ | ---- | -- | -- | -- | -- | -- | -- | ---- | ---- |
| 1.   | Cúcuta Deportivo   | 2    | 6  | 4  | 2  | 0  | 10 | 5  | 5    | 16   |
| 2.   | Deportivo Rionegro | 1.5  | 6  | 3  | 2  | 1  | 9  | 5  | 4    | 12.5 |
| 3.   | River Plate        | 1    | 6  | 0  | 3  | 3  | 7  | 10 | -3   | 4    |
| 4.   | Deportivo Unicosta | 1    | 6  | 0  | 3  | 3  | 8  | 14 | -6   | 4    |

### Grupo B
| Pos. | Equipos               | Bon. | PJ | PG | PE | PP | GF | GC | Dif. | Pts. |
| ---- | --------------------- | ---- | -- | -- | -- | -- | -- | -- | ---- | ---- |
| 1.   | Independiente Popayán | 1.5  | 6  | 3  | 3  | 0  | 7  | 4  | 3    | 13.5 |
| 2.   | Girardot F. C.        | 1.5  | 6  | 2  | 4  | 0  | 7  | 3  | 4    | 11.5 |
| 3.   | Deportivo Antioquia   | 1    | 6  | 1  | 3  | 2  | 3  | 5  | -2   | 7    |
| 4.   | Lanceros Boyacá       | 0    | 6  | 0  | 2  | 4  | 5  | 10 | -5   | 2    |

## Cuadrangular final
| Pos. | Equipos               | Bon. | PJ | PG | PE | PP | GF | GC | Dif. | Pts. |
| ---- | --------------------- | ---- | -- | -- | -- | -- | -- | -- | ---- | ---- |
| 1.   | Cúcuta Deportivo      | 1    | 6  | 4  | 2  | 0  | 7  | 2  | 5    | 15   |
| 2.   | Girardot F. C.        | 0    | 6  | 2  | 3  | 1  | 6  | 4  | 2    | 9    |
| 3.   | Independiente Popayán | 0    | 6  | 1  | 3  | 2  | 4  | 5  | -1   | 6    |
| 4.   | Deportivo Rionegro    | 0    | 6  | 0  | 2  | 4  | 2  | 8  | -6   | 2    |

|  |                                             |
|  | Campeón. Asciende a la Categoría Primera A. |
|  | Eliminados.                                 |

|                                      |
| Bandera de Colombia                  |
| Campeón Cúcuta Deportivo 1.er título |

## Reclasificación Anual
| Pos. | Equipos               | PJ | PG | PE | PP | GF | GC | Dif. | Pts. |
| 1.   | Cúcuta Deportivo      | 40 | 22 | 11 | 7  | 61 | 34 | 27   | 80   |
| 2.   | Girardot F.C.         | 40 | 16 | 15 | 9  | 50 | 40 | 10   | 64   |
| 3.   | Independiente Popayán | 40 | 15 | 13 | 12 | 38 | 34 | 4    | 59   |
| 4.   | Deportivo Rionegro    | 40 | 14 | 14 | 12 | 42 | 41 | 1    | 57   |
| 5.   | Deportivo Antioquia   | 34 | 14 | 9  | 11 | 39 | 32 | 7    | 52   |
| 6.   | River Plate           | 34 | 12 | 13 | 9  | 38 | 38 | 0    | 50   |
| 7.   | Lanceros Boyacá       | 34 | 11 | 16 | 7  | 44 | 38 | 6    | 49   |
| 8.   | Deportivo Unicosta    | 34 | 11 | 10 | 13 | 50 | 49 | 1    | 44   |
| 9.   | Cartago F.C.          | 28 | 10 | 7  | 11 | 31 | 33 | -2   | 37   |
| 10.  | Bello F.C.            | 28 | 7  | 11 | 10 | 30 | 35 | -5   | 32   |
| 11.  | Alianza Llanos        | 28 | 8  | 7  | 13 | 32 | 37 | -5   | 31   |
| 12.  | Alianza Petrolera     | 28 | 8  | 6  | 14 | 20 | 38 | -18  | 30   |
| 13.  | El Cóndor             | 28 | 5  | 9  | 14 | 31 | 43 | -12  | 24   |
| 14.  | Real Cartagena        | 28 | 6  | 5  | 17 | 22 | 35 | -13  | 23   |